# 真砂京之介
真砂 京之介（まさご きょうのすけ、1954年8月21日 - ）は、日本の俳優。広島県出身。旧芸名は真砂 浩、真砂 皓太。三喜プロモーション所属。

## 出演

### テレビ
- 源九郎旅日記 葵の暴れん坊
  - 第7話「大井川兄弟仁義」（1982年6月19日）- 川越人足
  - 第20話「燃やせ玄海! 男の炎」（1982年9月25日）- 漁師
- 暴れん坊将軍シリーズ
  - 吉宗評判記 暴れん坊将軍
    - 第201話「酔いどれ十手一番手柄」（1982年3月13日）- 耺人

  - 暴れん坊将軍 II
    - 第36話「危機一髪! 皆殺し砦」（1983年11月16日）- 源太
    - 第47話「天下御免のじゃじゃ馬馴らし」（1984年2月11日）- 若旦那
    - 第72話「座布団の雨 上様初舞台!」（1984年8月18日）- 染八

  - 暴れん坊将軍 IIIシリーズ〜800回記念スペシャル（2001年1月11日） - 才次 役（Vシリーズで源次に改名）。
  - 暴れん坊将軍XIシリーズ（2001年）〜暴れん坊将軍 春のスペシャル（2004年3月29日） - 南町同心・関前朝之介 役
  - 新・暴れん坊将軍（2025年）- 商人
- ママはアイドル!（1987年4月14日-6月16日、TBS系） - コンサート進行係 役
- 奇兵隊（1989年12月30日・31日、日本テレビ系） - 手代 役
- 将軍家光忍び旅 第1シリーズ  第8話「母恋い街道小さな目撃者」（1990年12月1日、テレビ朝日 、 東映） - 茶店の亭主役
- 早乙女千春の添乗報告書14「奥飛騨・下呂湯けむりツアー殺人事件」（2003年6月16日、TBS） - 平田寛三 役
- 夜桜お染　第2話「金の仏像」（2003年10月21日）
- はぐれ刑事純情派 第16シリーズ 第2話「覗かれた母の交換日記！月の沙漠殺人事件」（2003年、ANB）
- ドラマスペシャル 暴れん坊将軍（2008年12月29日） - 森田帯刀 役
- 遠山の金さん（2007年1月16日- 3月20日） - 鶴や番頭久兵ヱ 役
- 徳川家康と三人の女（2008年3月15日） - 平岩親吉 役
- 柳生一族の陰謀（2008年9月28日） - 別木庄左衛門 役
- まっつぐ〜鎌倉河岸捕物控〜 第3回「金座裏が動く」（2010年5月8日） - 田崎九郎太 役
- 鬼平犯科帳スペシャル 盗賊婚礼（2011年9月30日） - 土山左十郎 役
- 水戸黄門 第43部 第13話「冴えない男の恩返し -松坂-」（2011年10月17日、TBS / C.A.L） - 野嶋屋仙五郎 役
- 水曜ミステリー9 信州山岳刑事 道原伝吉2「北アルプス殺人行」（2014年5月28日、テレビ東京） - 瀬尾徹造 役
- PTAグランパ!（2017年4月2日- 5月21日、NHK） - 野中武明 役
- 刑事7人 第3シリーズ 第3話「慈愛」（2017年7月26日、テレビ朝日） - 武田文雄 役
- 重要参考人探偵 第4話「殺人シェイクスピア」（2017年11月10日、テレビ朝日） -  印田伊佐治 役
- PTAグランパ2!（2018年4月18日 - 5月27日、NHK） - 野中武明 役
- 特捜9 season7 第8話（2024年5月22日、テレビ朝日） - 堀井一郎 役[1]
- 連続テレビ小説 おむすび（2024年11月11日 - 11月15日、NHK） - 中西剛 役

### 舞台
- 日本テレビ開局65年記念舞台「魔界転生」（2018年・2021年4月） - 岩浅重成 役
- 日本テレビ開局70年記念舞台「西遊記」（2023年11月 - 2024年1月） - 狐角老女 役
- 松平健芸能生活50周年記念公演（2024年7月6日 - 31日、明治座）[2]
- 大逆転！戦国武将誉賑（2025年9月20日 - 10月19日〈予定〉、明治座 / 11月8日 - 24日〈予定〉、大阪新歌舞伎座） - 徳川家康 役[3][4]